# Eupithecia coaequata
Eupithecia coaequata là một loài bướm đêm trong họ Geometridae.